# Sporus
Sporus (49 nebo 51 – 69) byl mladý otrok, kterého nechal vykastrovat a následně se s ním během své cesty po Řecku v letech 66–67 našeho letopočtu oženil císař Nero. Ten byl znám pro svou krutost a šílenství. Nero si vzal Spora údajně proto, že mu ve tváři připomínal jeho zesnulou ženu Poppaeu Sabinu, která pravděpodobně zemřela jako těhotná následkem kopance od Nerona v době konání soutěží zvaných Neronie v létě 65. Cassius Dio ve svých dějinách Říma uvádí, že se jí Sporus neuvěřitelně podobal a že ho Nero nazýval jejím jménem, Sabina.
Nero již dříve uzavřel sňatek s jiným propuštěncem, Pythagorasem, který ale hrál roli Neronova manžela, zatímco Sporus hrál roli Neronovy manželky.
Sporus byl jedním ze společníků na císařově poslední cestě v červnu 68, a byl to údajně on a ne jeho žena Statilia Messalina, na koho se Nero obrátil se svými nářky, než si vzal život.
V roce 69 Sporus rovněž ukončil svůj život sebevraždou.